# Wooden Coaster – Fireball
Wooden Coaster – Fireball kurz Fireball genannt, chinesisch: 谷木游龙, ist eine Holzachterbahn der Konstrukteure The Gravity Group im Happy Valley bei Shanghai in China. Es ist die erste Holzachterbahn in China.
Die 1164 Meter lange Bahn wurde von einem Team aus lokalen Bauarbeitern unter Supervision von Martin & Vleminckx gebaut und am 16. August 2009 eröffnet. Zwei von Philadelphia Toboggan Coasters hergestellte Züge mit sechs Wagen, die jeweils zwei Reihen für zwei Personen bieten, befahren die am Lifthill 33 Meter hohe Strecke mit bis zu 90 km/h.
Zentral im Park auf einer Halbinsel eines Sees gelegen, ist die Achterbahn seit ihrer Eröffnung die beliebteste Attraktion im Happy Valley. Der chinesische Name „谷木游龙“ besteht aus den Zeichen für Tal, Holz oder Baum, Spaß oder Fliegen und Drachen, hat also mit der englischen Bezeichnung „Feuerball“ wenig gemein.
Es wurde überlegt für die Konstruktion Bambus zu benutzen, da dies das in der Region gebräuchliche Holz für den Bau ist. Man griff aber, da es keine Erfahrungen mit Bambus beim Bau von Achterbahnen gibt, auf das übliche Kiefernholz (Southern yellow pine) zurück.